# Agamodon
Agamodon är ett släkte av ödlor i familjen Trogonophidae i underordningen masködlor.
Arterna är smala och de gräver i marken. Utbredningsområdet ligger i Somalia och Jemen. Såvida känd lägger honor ägg.
Arter enligt Catalogue of Lifeoch The Reptile Database:
- Agamodon anguliceps
- Agamodon arabicus
- Agamodon compressus

IUCN listar Agamodon anguliceps som livskraftig (LC) och de andra med kunskapsbrist (DD).